# 3-Iodothyronamine
La 3-iodothyronamine (T1AM) est une thyronamine endogène. La T1AM est un ligand de très grande affinité avec les récepteurs associés à une amine trace TAAR1 (TAR1, TA1),un type de récepteur couplé aux protéines G,. Injectée chez les rongeurs, elle provoque une chute rapide de la température corporelle, des altérations dans la pression sanguine et le rythme cardiaque.
La T1AM pourrait faire partie de plusieurs processus de signal pour moduler la fonction cardiaque, car ce composé provoque des effets inotropes négatifs et fait décroître le débit cardiaque.